# AFL Canada
L'AFL Canada, anciennement connue sous le nom d'Association canadienne de football australien (anglais : Canadian Australian Football Association), est l'organisme directeur du football australien au Canada.
L'AFL Canada gère les équipes nationales de football australien masculines, féminines et juvéniles du Canada. Elle gère également toutes les compétitions de football australien au Canada.

## Équipes nationales
Le Canada compte des équipes nationales masculines (le Northwind), féminines (les Northern Lights) et juvéniles de football australien.
Les Northwind ont participé à chaque Coupe internationale de football australien, et les Northern Lights ont participé à chaque Coupe internationale féminine de football australien.